# فدریکو فرناندز (بازیکن فوتبال)
فدریکو فرناندز (اسپانیایی: Federico Fernández‎؛ زاده ۲۱ فوریهٔ ۱۹۸۹) بازیکن سابق فوتبال اهل آرژانتین است.